# 1954 у хокеї з шайбою
Нижче наведені хокейні події 1954 року у всьому світі.

## Чемпіонат світу
На чемпіонаті світу в Стокгольмі золоті нагороди здобула збірна СРСР (перший титул).
Підсумкові місця:
1. СРСР
2. Канада
3. Швеція
4. Чехословаччина
5. ФРН
6. Фінляндія
7. Швейцарія
8. Норвегія

Склад чемпіонів: воротарі — Григорій Мкртичан, Микола Пучков; захисники — Павло Жибуртович, Генріх Сидоренков, Альфред Кучевський, Олександр Виноградов, Дмитро Уколов; нападники — Євген Бабич, Віктор Шувалов, Всеволод Бобров, Валентин Кузін, Юрій Крилов, Олександр Уваров, Михайло Бичков, Олексій Гуришев, Микола Хлистов, Олександр Комаров. Тренери — Аркадій Чернишов, Володимир Єгоров.

## НХЛ
Шість клубів брали участь у регулярному чемпіонаті НХЛ 1953/54.
У фіналі кубка Стенлі «Детройт Ред-Вінгс» переміг «Монреаль Канадієнс».
|  | Півфінали            | Півфінали            |   |  | Фінал               | Фінал |  |
|  |                      |                      |   |  |                     |       |  |
|  |                      |                      |   |  |                     |       |  |
|  | «Детройт Ред-Вінгс»  | 4                    |   |  |                     |       |  |
|  | «Торонто Мейпл-Ліфс» | 3                    |   |  |                     |       |  |
|  |                      |                      |   |  |                     |       |  |
|  |                      |                      |   |  |                     |       |  |
|  |                      |                      |   |  | «Детройт Ред-Вінгс» | 4     |  |
|  |                      | «Монреаль Канадієнс» | 3 |  |                     |       |  |
|  |                      |                      |   |  |                     |       |  |
|  |                      |                      |   |  |                     |       |  |
|  |                      |                      |   |  |                     |       |  |
|  |                      |                      |   |  |                     |       |  |
|  | «Монреаль Канадієнс» | 4                    |   |  |                     |       |  |
|  | «Бостон Брюїнс»      | 0                    |   |  |                     |       |  |

### Національні чемпіони
- Австрія: «Інсбрук»
- Болгарія: «Славія» (Софія)
- Італія: «Інтер Мілан»
- НДР: «Динамо» (Вайсвассер)
- Норвегія: «Фурусет» (Осло)
- Польща: «Легія» (Варшава)
- Румунія: «Стінтя» (Клуж)
- СРСР: «Динамо» (Москва)
- Угорщина: «Посташ» (Будапешт)
- Фінляндія: ТБК (Тампере)

- Франція: «Шамоні» (Шамоні-Мон-Блан)
- ФРН: «Фюссен»
- Чехословаччина: «Спартак Соколово» (Прага)
- Швейцарія: «Ароза»
- Швеція: «Юргорден» (Стокгольм)
- Югославія: «Партизан» (Белград)

## Переможці міжнародних турнірів
- Кубок Шпенглера: «Інтер Мілан» (Італія)
- Кубок Ахерна: «Геррінгей Рейсерс» (Велика Британія)

## Засновані клуби
- «Динамо» (Берлін, НДР)

## Народились
- 26 січня — Віктор Жлуктов. Олімпійський чемпіон.
- 14 лютого — Вінцент Лукач, чехословацький хокеїст. Чемпіон світу.
- 20 червня — Володимир Ковін. Олімпійський чемпіон.
- 28 серпня — Олександр Скворцов. Олімпійський чемпіон.